# Ectopria grouvellei
Ectopria grouvellei is een keversoort uit de familie keikevers (Psephenidae). De wetenschappelijke naam van de soort werd in 1947 gepubliceerd door Maurice Pic.